# Bifosfamita
La bifosfamita és un mineral de la classe dels fosfats. Va ser descrita per primera vegada per Charles U. Shepard l'any 1870. El seu nom és un mot creuat entre bifosfat (H₂PO₄-) i amoni (NH₄+), ions que formen aquest mineral.

## Característiques
La bifosfamita és un fosfat de fórmula química (NH₄)H₂(PO₄). Cristal·litza en el sistema tetragonal en cristalls de fins a 2 mm. És de color blanc, groc pàl·lid o incolora. La seva duresa a l'escala de Mohs és 1 a 2.
Segons la classificació de Nickel-Strunz, la weilita pertany a «08.AD - Fosfats, etc. sense anions addicionals, sense H₂O, només amb cations de mida gran» juntament amb 29 minerals més, entre els quals es troben: archerita, fosfamita, monazita-(Sm), monetita, nahpoïta, weilita, xenotima-(Y), xenotima-(Yb) i ximengita.

## Formació i jaciments
La bifosfamita es forma com un producte d'alteració de la fosfamita present en el guano mitjançant la pèrdua de NH₄+ i també com a subproducte de la reacció entre la fracció líquida del guano de ratpenat i urea.
S'han trobat jaciments de bifosfamita a la cova Wooltana, Austràlia del Sud, i Dundas Shire, Austràlia Occidental, Austràlia; Illa de Watling, Bahames; Ngamiland, Botswana; Cordillera de la Sal, Xile; Virù, Trujillo, Perú; i a la cova Hibashi, Mintaqah Makkah, Aràbia Saudita.